# Squadra slovena di Coppa Davis
La squadra slovena di Coppa Davis rappresenta la Slovenia nella Coppa Davis, ed è posta sotto l'egida della Associazione tennistica slovena.
La squadra partecipa alla competizione dal 1993, dopo che il paese ottenne l'indipendenza dalla Jugoslavia il 25 giugno 1991. La squadra ha ottenuto la promozione al Gruppo I per la terza volta nella sua storia nel 2010, sconfiggendo 3-2 la Lituania in una delle due finali valide per la promozione.

## Organico 2019
Vengono di seguito illustrati i convocati per ogni singolo turno della Coppa Davis 2019. A sinistra dei nomi la nazione affrontata e il risultato finale. Fra parentesi accanto ai nomi, il ranking del giocatore nel momento della disputa degli incontri (la "d" indica che il ranking corrisponde alla specialità del doppio).
| Gruppo II - Playoff | Gruppo II - Playoff                                                                                        |
| Egitto (3-1)        | Aljaž Bedene (75) Blaž Rola (133) Nik Razboršek (511) Tomás Lipovšek Puches (642) Tom Kočevar-Dešman (712) |
| ------------------- | --- |

## Risultati
= Incontro del Gruppo Mondiale

### 2010-2019
| Anno | Turno                      | Data            | Sede               | Avversario | Punteggio | Esito     |
| ---- | -------------------------- | --------------- | ------------------ | ---------- | --------- | --------- |
| 2010 | Gruppo II, 1º Turno        | 5-7 marzo       | Oslo (NOR)         | Norvegia   | 5–0       | Vittoria  |
| 2010 | Gruppo II, 2º Turno        | 9-11 luglio     | Otočec (SVN)       | Bulgaria   | 5–0       | Vittoria  |
| 2010 | Gruppo II, Playoff         | 17-19 settembre | Vilnius (LTU)      | Lituania   | 3–2       | Vittoria  |
| 2011 | Gruppo I, 1º Turno         | 4-6 marzo       | Lubiana (SVN)      | Finlandia  | 3–2       | Vittoria  |
| 2011 | Gruppo I, 2º Turno         | 8-10 luglio     | Arzachena (ITA)    | Italia     | 0–5       | Sconfitta |
| 2012 | Gruppo I, 1º Turno         | 10-12 febbraio  | Velenje (SVN)      | Danimarca  | 5–0       | Vittoria  |
| 2012 | Gruppo I, 2º Turno         | 6-8 aprile      | Johannesburg (ZAF) | Sudafrica  | 1–4       | Sconfitta |
| 2013 | Gruppo I, 1º Turno         | 1-3 febbraio    | Breslavia (POL)    | Polonia    | 2–3       | Sconfitta |
| 2013 | Gruppo I, Playoff 1º Turno | 13-15 settembre | Lubiana (SVN)      | Sudafrica  | 4–1       | Vittoria  |
| 2014 | Gruppo I, 1º Turno         | 31 gen.-2 feb.  | Kranj (SVN)        | Portogallo | 3–2       | Vittoria  |
| 2014 | Gruppo I, 2º Turno         | 4-6 aprile      | Portorose (SVN)    | Israele    | 1–3       | Sconfitta |
| 2015 | Gruppo I, 1º Turno         | 6-8 marzo       | Bratislava (SVK)   | Slovacchia | 0–5       | Sconfitta |
| 2015 | Gruppo I, Playoff 1º Turno | 17-19 luglio    | Tel Aviv (ISR)     | Israele    | 2–3       | Sconfitta |
| 2015 | Gruppo I, Playoff 2º Turno | 30 ott.-1 nov.  | Kranj (SVN)        | Lituania   | 5–0       | Vittoria  |
| 2016 | Gruppo I, 1º Turno         | 4-6 marzo       | Arad (ROU)         | Romania    | 1–4       | Sconfitta |
| 2016 | Gruppo I, Playoff 2º Turno | 16-18 settembre | Lisbona (PRT)      | Portogallo | 0–5       | Sconfitta |
| 2017 | Gruppo II, 1º Turno        | 3-5 febbraio    | Portorose (SVN)    | Monaco     | 3–2       | Vittoria  |
| 2017 | Gruppo II, 2º Turno        | 7-9 aprile      | Centurion (ZAF)    | Sudafrica  | 0–5       | Sconfitta |
| 2018 | Gruppo II, 1º Turno        | 3-4 febbraio    | Marburgo (SVN)     | Polonia    | 2–3       | Sconfitta |
| 2018 | Gruppo II, Playoff         | 7-8 aprile      | Portorose (SVN)    | Turchia    | 3–2       | Vittoria  |
| 2019 | Gruppo II, Playoff         | 13-14 settembre | Il Cairo (EGY)     | Egitto     | 3–1       | Vittoria  |

## Andamento
La seguente tabella riflette l'andamento della squadra dal 1990 ad oggi. Le colonne grigie indicano che la squadra non ha preso parte alla manifestazione in quegli anni, in quanto la squadra non esisteva.
| Pos.           | 90 | 91 | 92 | 93 | 94 | 95 | 96 | 97 | 98 | 99 | 00 | 01 | 02 | 03 | 04 | 05 | 06 | 07 | 08 | 09 | 10 | 11 | 12 | 13 | 14 | 15 | 16 | 17 | 18 | 19 |
| -------------- | -- | -- | -- | -- | -- | -- | -- | -- | -- | -- | -- | -- | -- | -- | -- | -- | -- | -- | -- | -- | -- | -- | -- | -- | -- | -- | -- | -- | -- | -- |
| Campione       |    |    |    |    |    |    |    |    |    |    |    |    |    |    |    |    |    |    |    |    |    |    |    |    |    |    |    |    |    |    |
| Finalista      |    |    |    |    |    |    |    |    |    |    |    |    |    |    |    |    |    |    |    |    |    |    |    |    |    |    |    |    |    |    |
| SF             |    |    |    |    |    |    |    |    |    |    |    |    |    |    |    |    |    |    |    |    |    |    |    |    |    |    |    |    |    |    |
| QF             |    |    |    |    |    |    |    |    |    |    |    |    |    |    |    |    |    |    |    |    |    |    |    |    |    |    |    |    |    |    |
| OF             |    |    |    |    |    |    |    |    |    |    |    |    |    |    |    |    |    |    |    |    |    |    |    |    |    |    |    |    |    |    |
| Qualificazioni | x  | x  | x  | x  | x  | x  | x  | x  | x  | x  | x  | x  | x  | x  | x  | x  | x  | x  | x  | x  | x  | x  | x  | x  | x  | x  | x  | x  | x  |    |
| Gruppo I       |    |    |    |    |    |    |    |    |    |    |    |    |    |    |    |    |    |    |    |    |    |    |    |    |    |    |    |    |    |    |
| Gruppo II      |    |    |    |    |    |    |    |    |    |    |    |    |    |    |    |    |    |    |    |    |    |    |    |    |    |    |    |    |    |    |
| Gruppo III     | x  | x  |    |    |    |    |    |    |    |    |    |    |    |    |    |    |    |    |    |    |    |    |    |    |    |    |    |    |    |    |
| Gruppo IV      | x  | x  | x  | x  | x  | x  | x  |    |    |    |    |    |    | x  |    |    |    |    |    |    | x  | x  | x  | x  | x  | x  | x  | x  | x  |    |

Legenda
- Campione: La squadra ha conquistato la Coppa Davis.
- Finalista: La squadra ha disputato e perso la finale.
- SF: La squadra è stata sconfitta in semifinale.
- QF: La squadra è stata sconfitta nei quarti di finale.
- OF: La squadra è stata sconfitta negli ottavi di finale (1º turno). Dal 2019 sostituito dal Round Robin.
- Qualificazioni: La squadra è stata sconfitta al turno di qualificazione. Istituito nel 2019.
- Gruppo I: La squadra ha partecipato al Gruppo I della propria zona di appartenenza.
- Gruppo II: La squadra ha partecipato al Gruppo II della propria zona di appartenenza.
- Gruppo III: La squadra ha partecipato al Gruppo III della propria zona di appartenenza.
- Gruppo IV: La squadra ha partecipato al Gruppo IV della propria zona di appartenenza.
- x: Ove presente, la x indica che in quel determinato anno, il Gruppo in questione non è esistito nella zona geografica di appartenenza della squadra.